# Державний агропромисловий комітет Української РСР
Державний агропромисловий комітет Української РСР — союзно-республіканське відомство, входило до системи органів сільського господарства СРСР і підлягало в своїй діяльності Раді Міністрів УРСР і Державному агропромисловому комітету СРСР.

## Історія
Створене 14 листопада 1985 на базі Міністерства сільського господарства УРСР, Міністерства плодоовочевого господарства УРСР, Міністерства сільського будівництва УРСР, Міністерства м'ясної и молочної промисловості УРСР, Міністерства харчової промисловості УРСР, Державного комітета УРСР по виробничо-технічному забеспеченню сільского господарства, Головного управління по садівництву, виноградарству і виноробної промисловості УРСР и Укрміжколгоспбуда, відповідно спростувавши їх.
Створення комітету відповідало рішенням травневого (1982 року) Пленума ЦК КПРС заходів по покращенню управління сільським господарством і іншими галузями агропромислового комплексу. Документ про створення дублював схоже рішення на все-союзному рівні.

## Головуючі
- Коломієць Юрій Панасович (1985—1989)
- Ткаченко Олександр Миколайович (1989—1990)
- Сидоренко Микола Якович (1990—1991)